# Ayano Kawamura
Pour les articles homonymes, voir Kawamura.
Ayano Kawamura (川村文乃, Kawamura Ayano, née le 7 juillet 1999 à Kōchi, au Japon) est une chanteuse et idole japonaise du Hello! Project, membre du groupe de J-pop ANGERME du 26 juin 2017 au 28 novembre 2024.

## Biographie
Ayano Kawamura est sélectionnée le 17 août 2016 pour rejoindre le Hello! Pro Kenshūsei avec Reina Yokoyama, Marie Yoshida, Shiori Nishida, Yuhane Yamazaki et Rin Hashisako.
Le 26 juin 2017, dans un épisode spécial de l'émission Hello! Project Station, il est annoncé qu'elle rejoint les ANGERME aux côtés de Musubu Funaki comme membre de la 6e génération du groupe.
Le 4 juillet 2024, il est annoncé via un communiqué publié sur le site du Hello! Project qu'elle quittera les ANGERME et le Hello! Project à l'issue de la tournée d'automne à venir du groupe. Son choix est expliqué par une volonté de se retirer totalement de l'industrie du divertissement.
Le 28 novembre 2024, elle est officiellement diplômée du groupe à l'issue du concert « ANGERME 10th ANNIVERSARY TOUR 2024 AUTUMN "ROOTS" Kawamura Ayano FINAL ☆KIRAKIRA☆ », et prend se retire par conséquent de la vie publique.

## Groupes
Au sein du Hello! Project
- Hello! Pro Kenshūsei (2016-2017)
- Angerme (2017-2024)

## Discographie

### Avec ANGERME
Singles
- 13 décembre 2017 : Manner Mode / Kisokutadashiku Utsukushiku / Kimi Dake ja nai sa...friends (DVD single)
- 9 mai 2018 : Nakenai ze・・・Kyoukan Sagi / Uraha=Lover / Kimi Dake ja nai sa...friends (2018 Acoustic Ver.)
- 31 octobre 2018 : Tade Kuu Mushi mo Like it! / 46okunen LOVE
- 10 avril 2019 : Koi wa Accha Accha / Yumemita Fifteen
- 20 novembre 2019 : Watashi wo Tsukuru no wa Watashi / Zenzen Okiagarenai SUNDAY
- 26 août 2020 : Kagiriaru Moment / Mirror Mirror
- 12 juin 2021 : Hakkiri Shiyō ze / Oyogenai Mermaid / Aisare Route A or B?
- 11 mai 2022 : Ai・Mashō / Hade ni Yacchai na! / Aisubeki Beki Human Life
- 19 octobre 2022 : Kuyashii wa / Piece of Peace ~Shiawase no Puzzle~
- * 14 juin 2023 : Ai no Kedamono / Dousousei
- 13 décembre 2023 : RED LINE / Life is Beautiful!
- 12 juin 2024 : Bibitaru Ichigeki / Uwasa no Narushii / THANK YOU, HELLO GOOD BYE
- 13 novembre 2024 : Hatsukoi, Hanabie / Yuuyuu Kankan gonna be alright!!

Albums
- 15 mai 2019 : Rinnetenshō ~ANGERME Past, Present & Future~
- 22 mars 2023 : BIG LOVE

## Filmographie
Films
- 2017 : JK Ninja Girls (une camarade de classe)

## Autres
Comédies musicales et théâtres
- 2008 : Wakakusa Monogatari
- 2009 : Akage no Anne
- 2011 : Natsu no Yo no Yume
- 2015 : Susume! Harukawa Joshi Koukou 2 -Harujo no Nana Fushigi-
- 2016 : Nega Poji Poji
- 2017 : Pharaoh no Haka
- 2017 : Yumemiru Television (Hoshi Michiru)
- 2018 : Attack No.1 (Yagisawa Shizuka)
- 2019 : Harukanaru Toki no Naka de 6 Gaiden ~Tasogare no Kamen~

## Liens
- (ja) Profil officiel ANGERME